# Echo-1

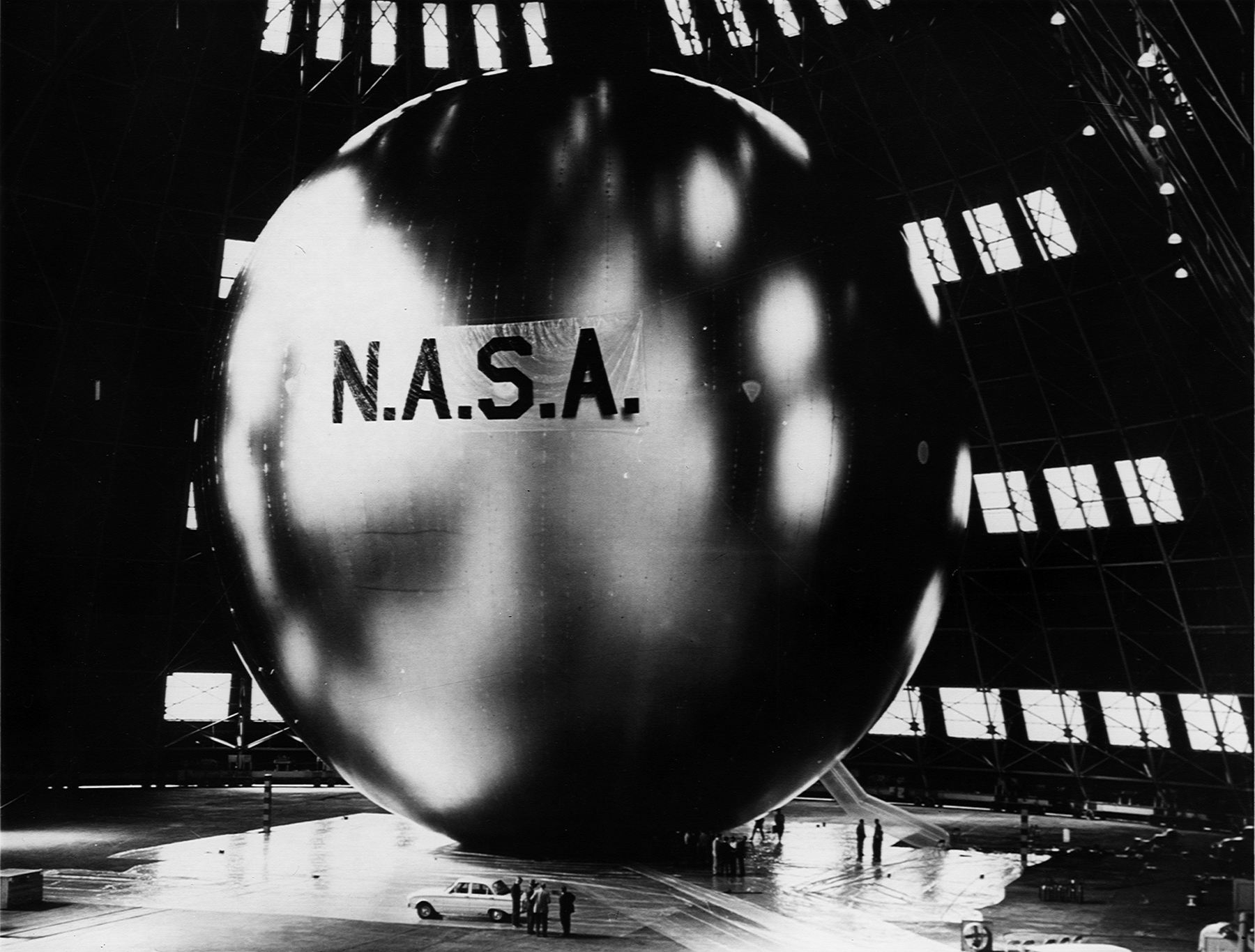
Echo-1

Echo-1 (görögül: visszhang) amerikai ballon műhold.

## Története
Elsősorban távközlési feladattal bocsátották fel, azonban mint geodéziai, illetve légkörkutató holdnak nagyobb jelentősége volt. A Echo műholdak 1960-1966 között a legnagyobb és legfényesebb mesterséges égitesteknek számítottak. A holdakat összecsomagolt állapotban juttatták pályára, ahol a belsejükben felszabaduló gázok hatására a 0,0005 hüvelyk (0,0127 milliméter) vastag mylar burkolat felfúvódott. Az Echo holdakat kívülről igen vékony (0,00025 milliméter) alumíniumréteg borította a reflexiós képesség fokozására.
1960-ban Cape Canaveralből (USA) Delta hordozórakétával 1500–1700 km között húzódó, 47 fokos hajlásszögű pályára helyezett hold tömege 76 kg, átmérője 30 m. Két kis rádióadó segítette a követését. Tekintettel rendkívül nagy hatáskeresztmetszet/tömeg arányára, pályájának alakításában a sugárnyomás és légellenállás fontos szerepet játszott. Meteorbecsapódások és termikus hatások következtében alakja gyorsan deformálódott, fényessége ingadozóvá vált, és az ultrarövidhullámon végrehajtott hírátviteli kísérleteket, melyekben a hold a passzív reléállomás szerepét játszotta, egy hónap után be kellett szüntetni. A műhold fékeződése azonban az első megbízható ismereteket nyújtotta a felső légkör 1500 km körüli tartományának sűrűségéről. Élettartama a pályaperturbációk következtében elérte a 8 évet.